# O Crime do Zé Bigorna
O Crime do Zé Bigorna é um filme brasileiro de 1977, dirigido por Anselmo Duarte, baseado em um episódio escrito por Lauro César Muniz para o programa Caso Especial, da Rede Globo.
A história foi posteriormente adaptada pelo próprio autor para a telenovela O Salvador da Pátria, na mesma emissora. Lima Duarte fez o mesmo papel nas três versões.

## Sinopse
Um pacato ferreiro, traído pela esposa, é acusado de matá-la durante a Revolução de 1930. Tratado, porém, como herói, assume a autoria do crime e passa a desfrutar da fama.

## Elenco
- Lima Duarte.... Zé Bigorna
- Jofre Soares.... Coronel Querino
- Lady Francisco.... Marlene
- Stênio Garcia.... Chicote
- Otávio Augusto.... Farath
- Nelson Caruso.... Abelardo
- Milton Vilar .... Delegado
- Angelito Mello.... Padre
- Suzana Faini.... Eulália
- Malu Rocha.... Mariana

## Principais prêmios e indicações
Festival de Brasília 1977
- Lima Duarte e Lady Francisco receberam o Troféu Candango de melhor ator e melhor atriz, respectivamente.